# КК Шјауљај
КК Шјауљај (литв. Krepšinio Klubas Šiauliai) је литвански кошаркашки клуб из Шјауљаја. У сезони 2013/14. такмичи се у Литванској кошаркашкој лиги и у Балтичкој лиги.

## Историја
Клуб је основан 1994. године и од тада се такмичи у Литванској кошаркашкој лиги, а највећи успех у њој било је освајање трећег места (чак 9 пута). У националном купу такође је највиши домет било треће место.
Учесник је регионалне Балтичке лиге од њеног оснивања, а успео је и да је освоји чак три пута (у сезонама 2013/14, 2014/15. и 2015/16.). Играо је три сезоне у Еврокупу (ниједном није успео да прође прву групну фазу), као и четири у Еврочеленџу (највећи успех пласман међу 16 најбољих у сез. 2006/07.).

## Успеси

### Национални
- Првенство Литваније:
  - Трећепласирани (9): 2000, 2001, 2004, 2005, 2006, 2007, 2008, 2009, 2010.

- Куп Литваније:
  - Треће место (4): 2008, 2009, 2010, 2015.

### Међународни
- Балтичка лига:
  - Победник (3): 2014, 2015, 2016.

## Познатији играчи
- Дејвидас Гајлијус
- Марио Делаш
- Робертас Јавтокас
- Миндаугас Кузминскас
- Гедиминас Орелик